# Gutturaal

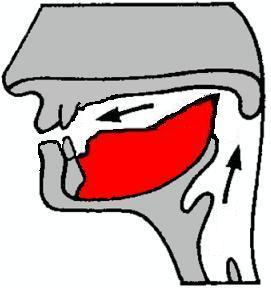
Gutturaal

Een gutturaal is een keelklank die wordt gevormd door de wortel van de tong met de zachte (voor)keelholte (Lat. guttur = keel) contact te laten houden. Afhankelijk van de druk waarmee dit wordt gedaan en van de bijkomende kromming van de tong en van de mate van doorlaten van lucht, zal de geproduceerde klank dan gaan van een /ng/, /nj/, /g/ over /gh/, /h/ /ch/, /kh/ naar /k/.
Voorbeelden van gutturale klanken in het Nederlands en Frans zijn de k in kool en de g in De Gaulle.
Als adjectief kan gutturaal tot de keel behorend betekenen.
Soorten medeklinkers: nasaal · bilabiaal · labiaal · dentaal · labiodentaal · alveolaar · palataal · retroflex · velaar · laryngaal · gutturaal
Deze pagina bevat fonetische informatie in het IPA, die in sommige browsers mogelijk niet correct wordt weergegeven.
Waar symbolen in paren voorkomen, vertegenwoordigt het rechter teken een stemhebbende medeklinker. Gearceerde gebieden bevatten medeklinkers die worden beschouwd als onuitspreekbaar.
Zie ook: IPA, Klinkers